# Boys and Girls (filme de 1983)
Boys and Girls é um filme de drama em curta-metragem canadense de 1983 dirigido e escrito por Don McBrearty, Alice Munro e Joe Wiesenfeld. Venceu o Oscar de melhor curta-metragem em live action na edição de 1984.

## Elenco
- Ian Heath - Laird
- Clare Coulter - Mãe
- Megan Follows - Margaret
- David Fox - Pai
- Wayne Robson - Henry